# Porucik Kărdjievo, Dobrici
Porucik Kărdjievo (în bulgară Поручик Кърджиево, în română Pârâul-Caprei) este un sat în comuna Krușari, regiunea Dobrici, Dobrogea de Sud, Bulgaria. 
Între anii 1913-1940 a făcut parte din plasa Ezibei a județului Caliacra, România.

## Demografie
Componența etnică a satului Porucik Kărdjievo
     Bulgari (94,11%)
     Nicio identificare (5,88%)
     Altele (0%)
La recensământul din 2011, populația satului Porucik Kărdjievo era de 34 locuitori. Din punct de vedere etnic, majoritatea locuitorilor (94,11%) erau bulgari. Pentru 5,88% din locuitori nu este cunoscută apartenența etnică.